# Rhopalopterum
Rhopalopterum là một chi ruồi trong họ Chloropidae.